# Gunnar Gren
Johan Gunnar Gren, före 1958 folkbokförd som Olsson, född 31 oktober 1920 i Oscar Fredriks församling i Göteborg, död 10 november 1991 i Annedal i Göteborg, var en svensk fotbollsspelare (högerinner) som med det svenska landslaget vann OS-guld 1948 och VM-silver 1958. 
Gren är främst känd som en del av den legendariska innertrion Gre-No-Li som under 1950-talet var framgångsrik i italienska AC Milan till vilka han anslöt 1949. Här blev han italiensk mästare 1950/1951 tillsammans med de två övriga svenskarna i trion: Gunnar Nordahl och Nils Liedholm.
Gren blev även svensk mästare, för IFK Göteborg 1942, allsvensk skyttekung 1947 och fick dessutom år 1946 som första spelare motta Aftonbladets pris Guldbollen som Årets bästa svenska fotbollsspelare.
Grens 20 år i landslagslaget var svenskt rekord innan det år 2021 slogs av Zlatan Ibrahimović. Under åren 1940–1958 spelade han 57 landskamper på vilka han gjorde 32 mål.
Gunnar Grens goda bollbehandling och taktiska skicklighet gav honom i Italien smeknamnet Il professore (Professorn). 
Gren är som medlem nr 13 invald i Svensk fotbolls Hall of Fame.

## Biografi

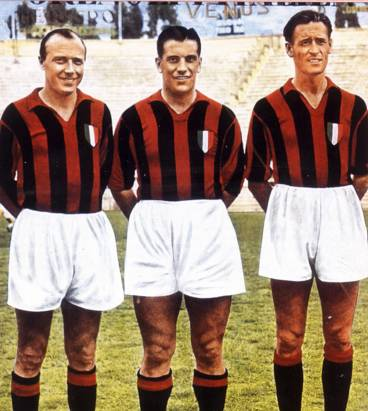
Gre-No-Li med Gunnar Gren (v) i AC Milan på 1950-talet.

### Uppväxten
Gren växte upp i Majorna i Göteborg. Hans talanger uppmärksammades första gången den 7 oktober 1934, då Göteborgs Fotbollförbunds ordförande Carl "Ceve" Linde anordnade en öppen tävling i bolljonglering i Gamla Mässhallen. Gren som tävlade för BK Strix vann med 126 tillslag, vilket var nära nog dubbelt så många som tvåan – Yngve "Knappen" Lindegren från Örgrytes allsvenska lag – klarade av. Han hade därmed vunnit sitt första idrottspris, en bronsplakett. Göteborgska Idrottsbladet skrev dagen därpå:
"Det var en upplevelse att se särskilt de mindre grabbarna leka med bollen i skallning och jonglering. Fenomenala saker presterades, och de stora pojkarna i de nationella serierna blevo skändligen slagna över hela linjen av 'kryddorna' från pojklagen. 13-åringen Gunnar Gren från Bollklubben Strix gjorde så fina tricks, att han som en annan Rastelli mycket väl skulle kunna ta engagemang vid en cirkus eller varieté."
Segern gav honom hans första kommersiella engagemang. Han fick underhålla publiken i pausen på en handbollsmatch, mellan Majorna och Redbergslid, och hans gage var då fem kronor.

### Allsvenska tiden
Gunnar Gren spelade sin första allsvenska match med Gårda BK den 1 maj 1938 på Gamla Ullevi då man mötte Malmö FF (resultatet blev 0–0). I augusti 1940 debuterade Gren officiellt i A-landslaget vid en bortalandskamp mot Finland.
Efter 54 allsvenska matcher och 16 mål för Gårda BK lämnade Gren klubben på våren 1941, då han engagerades i IFK Göteborg, i vilken klubb han blev både svensk mästare och vann skytteligan. Debuten i IFK blev mot Gårda BK i augusti 1941 (vinst med 6–1, där Gunnar Gren gjorde första målet). Sin sista match för IFK spelade Gren den 6 juni 1949 mot IFK Norrköping på Gamla Ullevi (förlust 0–1). Han hade då spelat 164 matcher för Göteborg och gjort 78 mål.
I maj 1947 deltog Gren i det europeiska landslaget (FIFA) som spelade mot det engelska på Hampden Park i Glasgow. Gren spelade fyra matcher i det svenska landslag, som blev olympiska guldmedaljörer 1948.

### Proffs i Italien
År 1949 blev det dags för tiden som proffs i Italien. Han spelade under tre säsonger i AC Milan därefter två säsonger i AC Fiorentina och slutligen en säsong i Genova AC. I Milan bildade han tillsammans med Gunnar Nordahl och Nils Liedholm den omskrivna trion Gre-No-Li, vilka debuterade på Stadio Marassi i Genua, i matchen AC Milan–Sampdoria 11 september 1949. Namnet uppfanns av fotbollskrönikören Signore Conju i tidningen Corriere Lombardo. I Italien blev han oerhört populär och den italienska publiken gav honom namnet Il professore redan under den första säsongen. Själv ansåg Gren att ”Nacka” Skoglund var den största, svenska bollbegåvningen i Italien. Han sa bland annat:
"Fast vi tre var inte de största svenskarna i Italien, det var "Nacka" Skoglund. Folk älskade hans sätt att spela och hans sätt att leva. Och det var förstås innan han tittade för djupt i flaskan. Ingen blir någonsin större än Nacka. Tänk bara när vi i Milan föll mot Inter med 3–2 och nykomlingen Nacka gjorde 2 mål."

### Tillbaka i Sverige

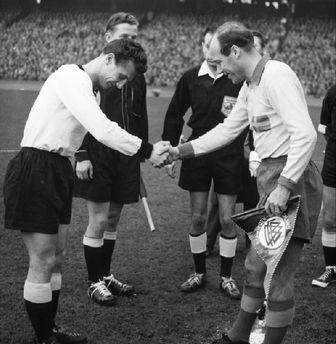
Hans Schäfer och Gunnar Gren hälsar som lagkaptener vid en landskamp 1957 i Hannover.

Efter sejouren i Italien flyttade han hem till Göteborg 1956, där han blev spelande tränare i Örgryte IS (debutmatchen i division II mot Jönköpings Södra, vinst för Örgryte) till och med 1959 och senare i Gais från hösten 1963.
Efter hemkomsten gav fotbollens ledare Gren amatörstatus och den 21 oktober 1956 blev han, tillsammans med det före detta Roma-proffset Stig "Vittjärv" Sundqvist, den förste spelare att få landslagsstatus på nytt. Visserligen bara en B-landskamp mot Danmark i Viborg. Men Sverige vann med 4–0 och Gunnar Gren svarade för en fullt godkänd insats.
Vid nästan 38 års ålder spelade Gren högerinner i det svenska landslag som tog silver i VM i fotboll 1958 i Sverige. Han gjorde det svenska ledningsmålet i semifinalen mot Västtyskland. Han hade då sedan debuten i landslaget 29 augusti 1940 och fram till sista matchen den 16 oktober 1958, spelat 57 A-landskamper. Efter turneringen togs Gren ut till världslaget.
Som ett tillfälligt återinhopp i den italienska fotbollsvärlden fick Gren 1960 anställning som teknisk direktör för ligaklubben Juventus i Turin. Detta var då den högsta befattning inom italiensk fotboll någon svensk innehaft.[källa behövs]
Sin sista allsvenska match spelade han för GAIS den 1 oktober 1964, 27 år efter den första. Gunnar Gren var egentligen tränare i GAIS, men eftersom det gick dåligt för laget fick han göra comeback, som Allsvenskans genom tiderna äldsta spelare (ett rekord som sedan 1979 innehas av Rolf Nilsson) i ett desperat försök att rädda kvar laget i serien. Tyvärr hjälpte det inte. GAIS slutade sist i tabellen. 
Gunnar Gren avslutade sin aktiva karriär 1976 som tränare för uddevallalaget IK Oddevold. Han förde vid 56 års ålder IK Oddevold till en överlägsen serieseger i Division 4 Bohuslän-Dal. Gren hoppade själv in som spelare i sista seriematchen hemma mot Bengtsfors där Oddevold vann med hela 7–1.

## Utmärkelser och erkännanden
Gunnar Gren blev 1946 den förste att få Guldbollen som landets bäste fotbollsspelare; detta var året innan han vann skytteligan. Av facktidningen "Gazetta dello Sport" utnämndes Gren två gånger till ligans främste utländske spelare. År 1970 blev han av en expertjury i Hylands hörna utsedd till "Alla tiders störste svenske fotbollsspelare".

Gunnar Gren valdes år 2004, i den andra selektionen, som medlem nr 13 in i Svensk fotbolls Hall of Fame. Han presenteras där med texten: 
""Il professore" försåg i Milan och landslaget Gunnar Nordahl med de målgivande passningarna. OS-guld 1948, VM-silver 1958. Spelarkarriären omfattade 40(!) säsonger."
Gren tilldelades Göteborgs stads förtjänsttecken 1959.

## Gunnar Grens staty

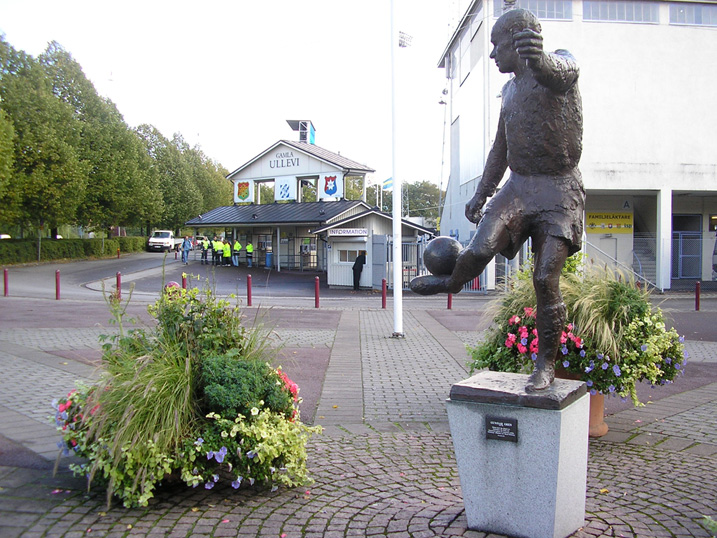
Gunnar Grens staty.

Gunnar Grens staty, utförd i brons av Jan Steen, avtäcktes den 29 september 1993 vid en fotbollsmatch på Gamla Ullevi, varefter den flyttades till en plats utanför Gamla Ullevi. Statyn bekostades av Göteborgsalliansen och Kanal Göteborg. När arenan revs senhösten 2006, magasinerades statyn, men återkom sedan på samma plats, fast utanför den nya arenan med samma namn. Populära namnförslag i Göteborgstrakten på den nya arenan var "Gunnar Grens fotbollsstadion" eller "Gunnar Gren arena".

## Övrigt

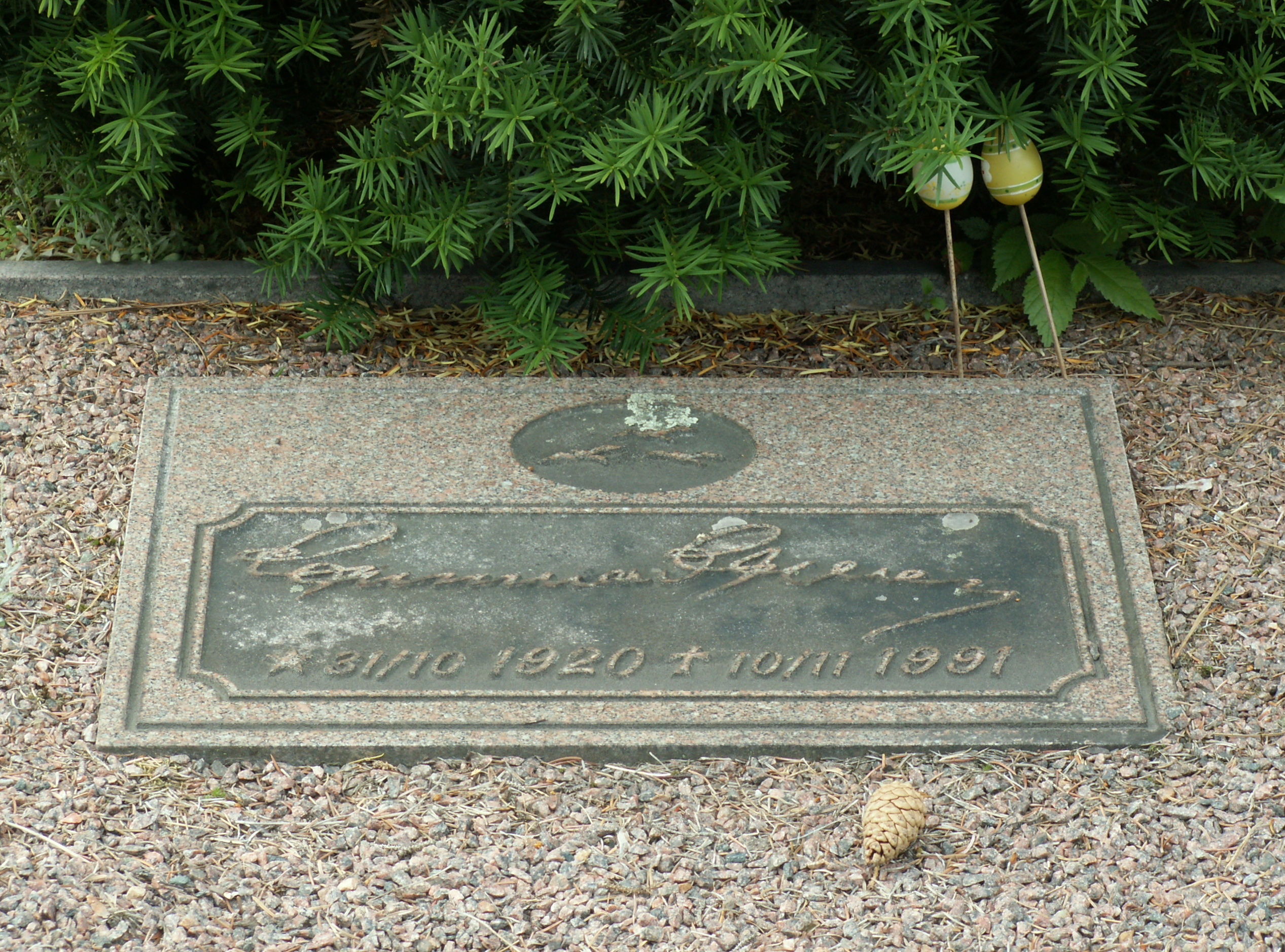
Liggande gravsten på Gunnar Grens familjegrav på Västra kyrkogården, Göteborg.

Den 3 september 1958 godkändes släktnamnet Gren för Gunnar Grens familj, som tidigare hetat Olsson officiellt. Gren var farfaderns soldatnamn, men hade inte registrerats i folkbokföringen för hans efterkommande. Gunnar Grens OS-guld 1948 och VM-silver 29 juni 1958 erövrades alltså medan han ännu var folkbokförd som Olsson.
Gren var en bra tennisspelare och blev i veterandubbel svensk mästare tillsammans med Torsten Johansson.
Gunnar Gren är begravd i familjegraven på Västra kyrkogården i Göteborg.

## Tränaruppdrag[13]
- Örgryte IS (1956-1959)
- IFK Göteborg (1960)
- Gais (1963-1964, 1968-1969)
- IFK Värnamo (1965-1966)
- Skogens IF (1970)
- Fässbergs IF (1973)
- Götahed-Färjenäs IF (1974)
- Tuve IF (1975)
- IK Oddevold (1976)
- Norrby IF (1979)

### Källhänvisningar
1. ↑  "Gren, Gunnar". Arkiverad 29 maj 2022 hämtat från the Wayback Machine. svenskfotboll.se. Läst 15 mars 2015.
2. 1 2  Från Olsson till Gren Arkiverad 4 juni 2004 hämtat från the Wayback Machine.
3. ↑  Sveriges dödbok 1947–2003, (CD-ROM version 3.0), utgiven av Sveriges Släktforskarförbund 2005
4. ↑  Nationalencyklopedin på internet (abonnemang). Sökord : Gre-No-Li
5. ↑  Tidernas elva : Sveriges största fotbollshjältar, redaktörer: Åke Persson och Måns Gahrton, Semic, Sundbyberg 1999 ISBN 91-552-2873-9 s. 60
6. ↑  ”FIFA World Cup All-Star Team - Football world Cup All Star Team”. football.sporting99.com. Arkiverad från originalet den 30 juni 2016. https://web.archive.org/web/20160630203237/http://football.sporting99.com/fifa-world-cup-all-star-team.html. Läst 23 september 2021.
7. ↑  http://svenskfotboll.se/allsvenskan/historik/individuella-rekord/
8. ↑  Arnesson, Bo (2007-04-09): "Fredrik Olssons älskade fotboll (2)". svenskafans.com. Läst 12 augusti 2015.
9. ↑  ”Gren, Gunnar — svenskfotboll.se”. www2.svenskfotboll.se. Arkiverad från originalet den 29 maj 2022. https://web.archive.org/web/20220529054929/https://www2.svenskfotboll.se/landslag/hall-of-fame/sfs-hall-of-fame/?profile=16733. Läst 4 april 2021.
10. ↑  Öhnander, Bengt A (2004). Statyer berättar : [76 konstverk i Göteborg]. Göteborg: Tre böcker. sid. 144-145. Libris 9600298. ISBN 91-7029-565-4
11. ↑  Begravda i Sverige, (CD-ROM version 1.00), utgiven av Sveriges Släktforskarförbund 2009
12. ↑  Gren, Johan Gunnar svenskagravar.se
13. ↑  http://www.fotbollsweden.se/441)%20Gunnar%20Gren.htm